# Jardín Botánico Philodassiki

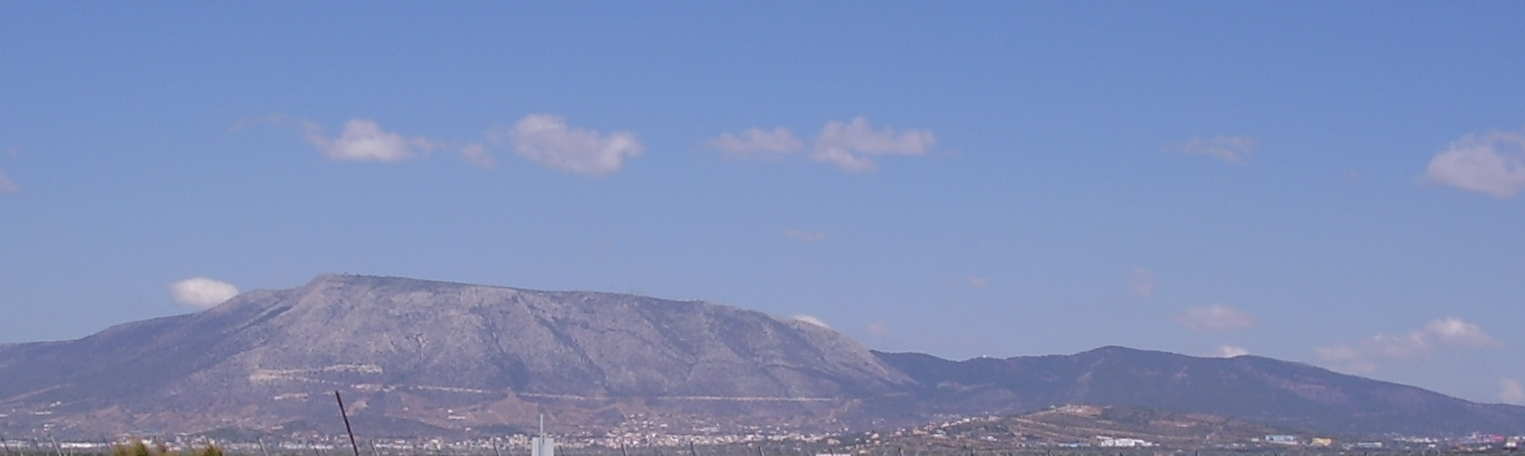
Vista del monte Hymettus donde se ubica el Jardín Botánico Philodassiki.

El Jardín Botánico Philodassiki en griego : Φιλοδασική Βοτανικός Κήπος, es un jardín botánico de 8.000 metros cuadrados de extensión que se encuentra en las afueras de Atenas. Es miembro del BGCI, y su código de identificación internacional es KAIS

## Localización
Philodassiki Botanic Garden,
Αισθητικό Δάσος Καισαριανής, Υμηττός - Αθήνα, Herodotou 10, Αθήνα-Atenas, GR 106 75 Grecia
- Teléfono: +30 210 7220866
- Latitud: 37° 58' N
- Longitud: 23° 48' E
- Altitud: 360 a 410 m s. n. m.
- Precipitaciones medias anuales : 400 mm
- Temperaturas, máx. y mín.: +40 °C -3 °C

## Historia
El organismo "Philodassiki Enosi Athinon" ("PH.E.A.") fue creado en 1899 en Atenas. Su objetivo era la repoblación de las tierras en erial, la promoción de la sensibilización forestal y la protección del medio ambiente natural.
Philodassiki fue fundada por Phocion Negris, Ministro de Hacienda de su época, el ingeniero Andréas Kordellas y el silvicultor Constantinos Samios. En sus inicios, Philodassiki tomó la iniciativa de la repoblación de las colinas situadas en los alrededores y sobre la ciudad de Atenas. A tal efecto, se creó un vivero en Pangrati, cerca de las calles Mercouri y Eftychidou equipado con un pozo, cisternas, y una bomba a vapor.
Una vez que los alrededores de Atenas tenían un bosque incipiente, fue creado el jardín botánico en 1947 dentro de una zona colindante al monasterio Bizantino de Kessariani, en el monte Hymettus de los alrededores de Atenas, habían inicialmente 200 especies de plantas, un número que se mantuvo igual durante los últimos años. 
Los años fueron pasando, y las prioridades del "PH.E.A." cambiaron, principalmente debido a una carencia de fondos, y el jardín se quedó en un estado "salvaje". Esto le da actualmente un carácter natural y un encanto particular. 
Este carácter natural se ha procurado preservar en las sucesivas adiciones de plantas y mejoras efectuadas.

## Colecciones
El jardín botánico Philodassiki exhibe muchos elementos de los ecosistemas mediterráneos:
- Colección de peonías,
- Arbustos típicos mediterráneos de hoja perenne, en forma de cepillo
- Árboles de hoja perenne con abundantes coníferas
- Plantas bulbosas mediterráneas, con una floración intensa en primavera
- Árboles caducifolios a lo largo de un pequeño riachuelo que cruza el jardín.
- Rocalla, con cactus y plantas de montaña
- Plantas herbáceas mediterráneas